# Eupholidoptera tucherti
Eupholidoptera tucherti is een rechtvleugelig insect uit de familie sabelsprinkhanen (Tettigoniidae). De wetenschappelijke naam van deze soort is voor het eerst geldig gepubliceerd in 1988 door Harz.